# Adri van Rooijen
Adri van Rooijen (Amsterdam, 4 augustus 1936) is een Nederlandse beeldend kunstenaar.

## Leven en werk
Van Rooijen werd in 1936 in Amsterdam geboren. Hij volgde 1954 tot 1963 opleidingen aan de hogere technische school en aan de Amsterdamse Academie van Bouwkunst, Van 1963 tot 1972 studeerde hij aan de avondopleiding van de Rijksakademie van beeldende kunsten in Amsterdam. Hij was een leerling van Nynke Schepers, van Cor Hund en van Wim Vaarzon Morel jr. Aanvankelijk was Van Rooijen werkzaam in het kader van monumentenzorg in Amsterdam onder andere als restaurator van de Oude Kerk aldaar. Na het afronden van zijn opleiding aan de Rijksakademie vestigde Van Rooijen zich als beeldhouwer en medailleur.

## Werk in de publieke ruimte
- Tors, 1980, Lelystad
- Meditatie, 1982, Doetinchem
- De dromer, 1985, Voorthuizen
- Moeder Aarde, 1998, Culemborg[1]

- Beelden van Van Rooijen behoren tot de collectie van het Museum Beelden aan Zee.